# 等差×等比数列
数学において、算術数列と幾何数列の項ごとの積によって与えられる、算術–幾何数列 (arithmetico–geometric sequence) は、象徴的に「算術⋅幾何数列」とか「(等差)×(等比)-型の数列」などのようにも呼ばれる。より平易に述べれば、一つの算術×幾何数列の第 n-項は、適当な算術数列の第 n-項と幾何級数の第 n-項の積で与えられる。算術幾何数列は、確率論における期待値の計算など様々な応用において生じる。例えば数列{\displaystyle {\dfrac {\color {blue}{0}}{\color {green}{1}}},\ {\dfrac {\color {blue}{1}}{\color {green}{2}}},\ {\dfrac {\color {blue}{2}}{\color {green}{4}}},\ {\dfrac {\color {blue}{3}}{\color {green}{8}}},\ {\dfrac {\color {blue}{4}}{\color {green}{16}}},\ {\dfrac {\color {blue}{5}}{\color {green}{32}}},\dotsc } は分子 (青) が算術数列を成す成分、分母 (緑) が幾何数列を成す成分となっている算術幾何数列である。
注意「算術幾何数列」という呼称は、算術数列と幾何数列の両方の特徴を持つほかの対象に用いられる場合がある。

## 一般項の様子
初項 a, 公差 d の算術数列 (青) と初項 b, 公比 r の幾何数列 (緑) を合成して得た算術幾何数列の最初のほうの項は{\displaystyle {\begin{aligned}t_{1}&=\color {blue}a\color {green}b\\t_{2}&=\color {blue}(a+d)\color {green}br\\t_{3}&=\color {blue}(a+2d)\color {green}br^{2}\\&\ \,\vdots \\t_{n}&=\color {blue}[a+(n-1)d]\color {green}br^{n-1}\end{aligned}}}
のようになっている。
簡単のため、本項ではこれ以降 b = 1 と仮定して話を進める。

### 例
例えば数列 {\displaystyle {\dfrac {\color {blue}{0}}{\color {green}{1}}},\ {\dfrac {\color {blue}{1}}{\color {green}{2}}},\ {\dfrac {\color {blue}{2}}{\color {green}{4}}},\ {\dfrac {\color {blue}{3}}{\color {green}{8}}},\ {\dfrac {\color {blue}{4}}{\color {green}{16}}},\ {\dfrac {\color {blue}{5}}{\color {green}{32}}},\cdots } は d = b = 1, a = 0, r = 1/2 の定める算術幾何数列である。

## 有限和
算術幾何数列の初めの n 項からなる第 n-部分和{\displaystyle {\begin{aligned}S_{n}&=\sum _{k=1}^{n}t_{k}=\sum _{k=1}^{n}\left[a+(k-1)d\right]r^{k-1}\\&=a+[a+d]r+[a+2d]r^{2}+\cdots +[a+(n-1)d]r^{n-1}\end{aligned}}} は閉じた形の式 {\displaystyle S_{n}={\frac {a-[a+(n-1)d]r^{n}}{1-r}}+{\frac {dr(1-r^{n-1})}{(1-r)^{2}}}} で表すことができる。

### 導出
求める和{\displaystyle S_{n}=a+[a+d]r+[a+2d]r^{2}+\cdots +[a+(n-1)d]r^{n-1}} に公比 r を掛けて {\displaystyle rS_{n}=ar+[a+d]r^{2}+[a+2d]r^{3}+\cdots +[a+(n-1)d]r^{n}} としてから、辺々引くことにより{\displaystyle {\begin{aligned}(1-r)S_{n}={}&\left[a+(a+d)r+(a+2d)r^{2}+\cdots +[a+(n-1)d]r^{n-1}\right]\\[5pt]&{}\qquad -\left[ar+\quad (a+d)r^{2}+(a+2d)r^{3}+\dotsb \dotsb \qquad +[a+(n-1)d]r^{n}\right]\\[5pt]={}&a+d\left(r+r^{2}+\cdots +r^{n-1}\right)-\left[a+(n-1)d\right]r^{n}\\[5pt]={}&a+{\frac {dr(1-r^{n-1})}{1-r}}-[a+(n-1)d]r^{n}\end{aligned}}} を得る（最後の行、真ん中の項は幾何級数の公式を用いた）。最後に、両辺を (1 − r) で割れば所期の式を得る。

## 無限級数
前節の結果の帰結として、算術幾何数列の項の無限和、すなわち算術幾何級数は −1 < r < 1 なるとき、その値 S は {\displaystyle S=\sum _{k=1}^{\infty }t_{k}=\lim _{n\to \infty }S_{n}={\frac {a}{1-r}}+{\frac {dr}{(1-r)^{2}}}} で与えられる。
r がほかの範囲にあるときには:
- 発散:  r > 1 または [r = 1（このとき算術数列に帰着される）かつ a, d の何れかは 0 でない] のとき[注釈 2]
- 交項級数: r ≤ −1 のとき

### 例: 期待値の計算
d = b = 1, a = 0, r = 1/2 で定まる算術幾何級数 {\displaystyle S={\dfrac {\color {blue}{0}}{\color {green}{1}}}+{\dfrac {\color {blue}{1}}{\color {green}{2}}}+{\dfrac {\color {blue}{2}}{\color {green}{4}}}+{\dfrac {\color {blue}{3}}{\color {green}{8}}}+{\dfrac {\color {blue}{4}}{\color {green}{16}}}+{\dfrac {\color {blue}{5}}{\color {green}{32}}}+\cdots } は収束して S = 2 である。
この数列はコイントスにおいて「テイル」を得るまでの回数の期待値に対応している。k-回目のトスで初めてテイルを得る確率 Tk は、{\displaystyle T_{1}={\frac {1}{2}},\ T_{2}={\frac {1}{4}},\dots ,T_{k}={\frac {1}{2^{k}}}}で与えられる。したがってトス回数の期待値は{\displaystyle \sum _{k=1}^{\infty }kT_{k}=\sum _{k=1}^{\infty }{\frac {\color {blue}k}{\color {green}2^{k}}}=S=2} である。